# Cannage
Le cannage est une technique de tissage sur châssis à l’aide de canne de rotin (calamus (plante)).

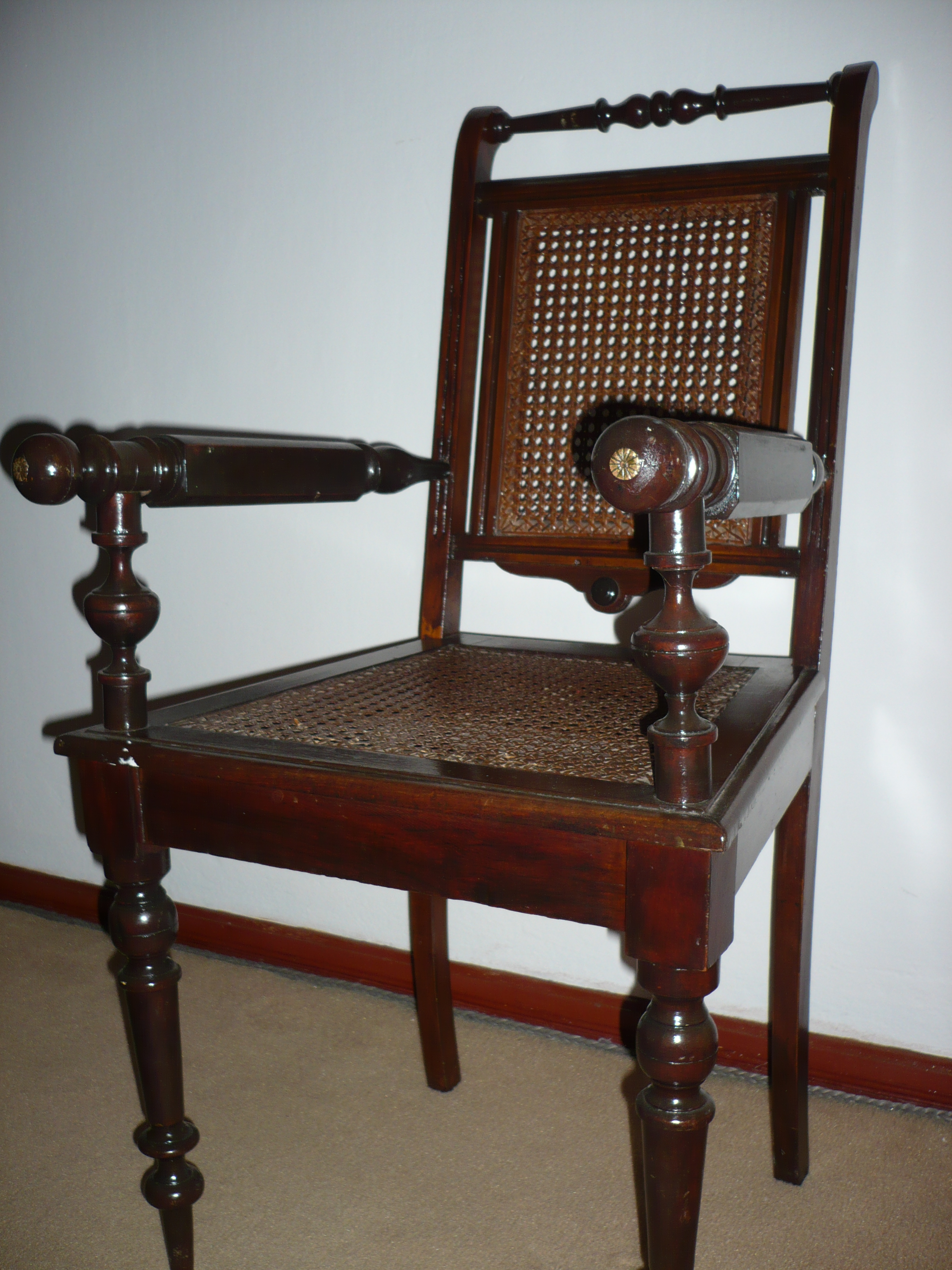
cannage simple réalisé par Luis Dias dos Santos

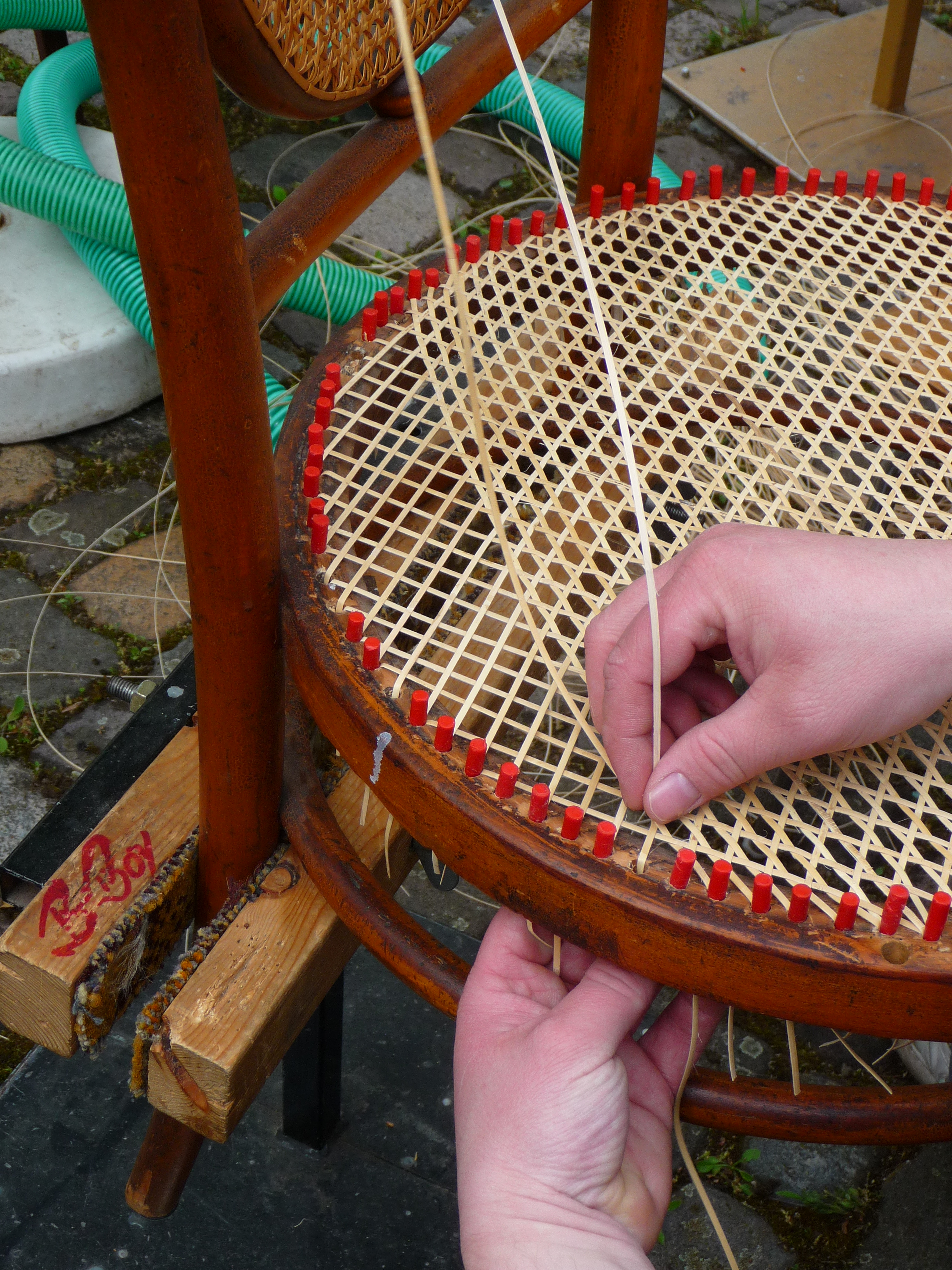
Cannage d’une chaise

## Matériaux
Le matériau le plus utilisé est le rotin naturel  ou rotang traité et coupé en fine lanière qui peut varier de 2 à 4 mm de largeur, en fonction  du remplissage et de la solidité désirés. Les largeurs plus larges (6 mm) sont réservées au cannage plein

## Technique
- Cannage à l’ancienne à 6 fils :

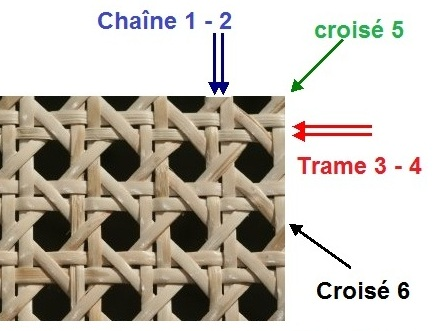

  - La technique du tissage des cannages des chaises fait apparaître à la fois la chaîne et la trame. Le fil de chaîne est d'abord tendu verticalement entre les montants avant et arrière, avant de tisser perpendiculairement le fil de trame ; tous deux seront visibles sur le cannage fini.
  - tissage des 5e et 6e fils par croisement entre les fils de chaîne et de trame.

## Utilisation
En mobilier, les premiers cannages se retrouvent sur les chaises sous la Régence et Louis XV. Pendant l’hiver les parties cannées, assise et dossier, étaient recouvertes d’un coussin de tissu pour isoler des courants d’air.

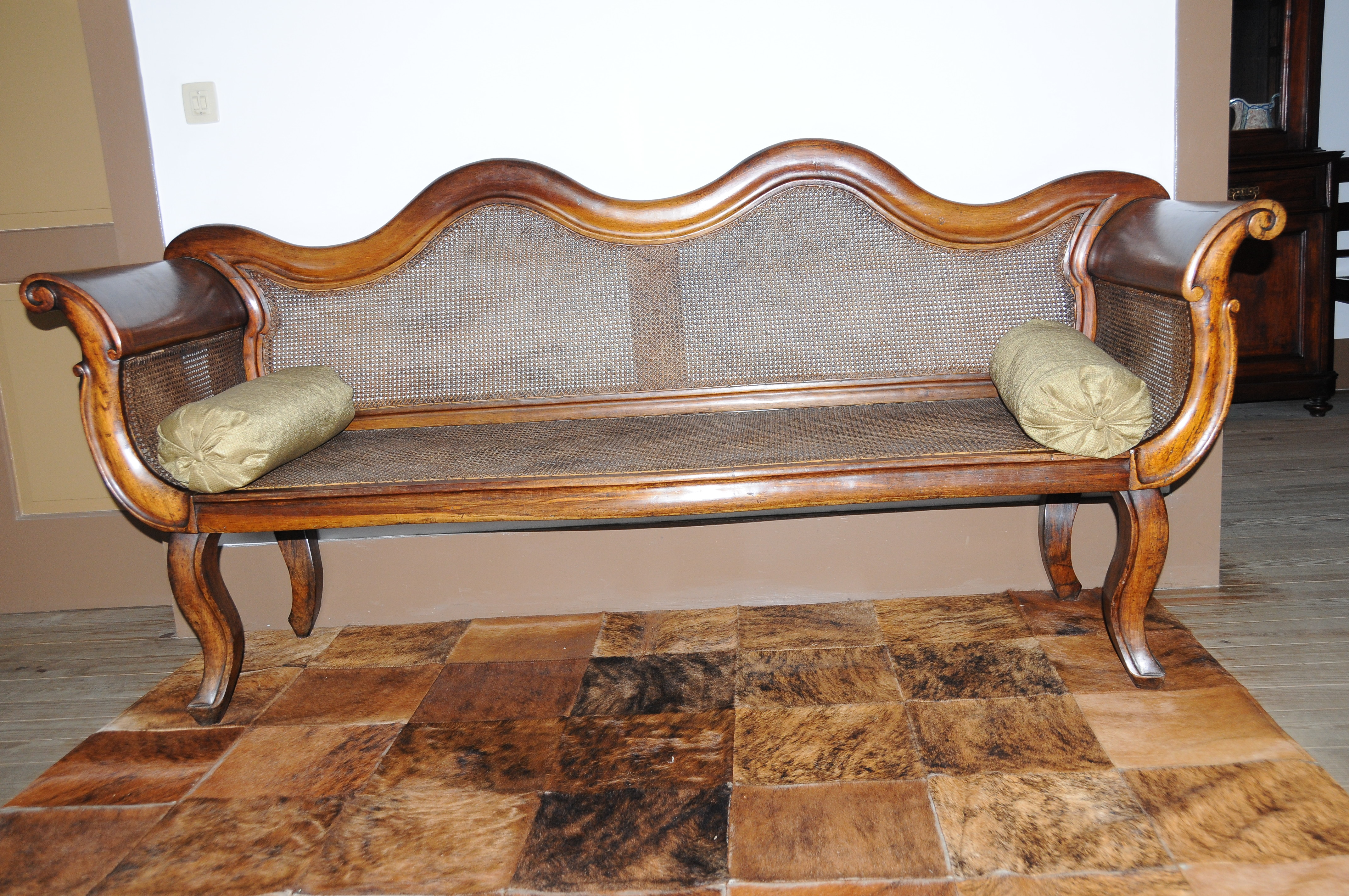
canapé canné

Le cannage s’étendit à d’autres meubles, tel les Canapés et fauteuils, panneaux de lit puis resta un thème de décoration pour les styles suivants.
Outre l’apparition de fibres synthétiques, on trouve dans le commerce des lés déjà cannés de 40 cm de large, vendus au mètre. Ces matériaux ne sont pas destinés à être utilisés dans la restauration de meubles anciens, mais peuvent être détournés et endommager de façon  irréversible les structures sur lesquelles ils sont apposés. Ils peuvent être appliqués sur diverses surfaces pour la décoration de mobiliers (portes de buffet, paravents, etc.) ; la pose peut se faire par fixation traditionnelle (rainurage et pose d'un jonc de moelle de rotin, par un système de pointage ou par agrafage du tissu.